# Heptanthura amyle
Heptanthura amyle là một loài chân đều trong họ Expanathuridae. Loài này được Kensley & Schotte miêu tả khoa học năm 1987.